# Fernando Morientes
Fernando Morientes Sánchez (Cilleros, Cáceres, 5 de abril de 1976) es un exfutbolista, exentrenador y comentarista español. Su demarcación fue la posición de delantero, destacando como uno de los grandes rematadores de cabeza de la historia. Fue internacional con la selección de España en 47 encuentros, donde anotó 27 goles y militó en siete clubes diferentes: Albacete Balompié (1993-1995), Real Zaragoza (1995-1997), Real Madrid C. F. (1997-2003 y 2004), A. S. Mónaco (2003-2004, cedido por Real Madrid), Liverpool F. C. (2005-2006), Valencia C. F. (2006-2009) y Olympique de Marsella (2009-2010), su último club como futbolista profesional.

## Carrera

### Infancia
Nació en Cáceres y sus primeros años de vida los pasó en el municipio de Acehuche (provincia de Cáceres), donde su padre estuvo destinado como guardia civil. Con cinco años de edad, su familia se trasladó a Sonseca (Toledo), de nuevo por motivos de trabajo y es allí donde comenzó a jugar al fútbol, en la Escuela de Fútbol Base Diana y posteriormente en las categorías inferiores del Club Deportivo Sonseca, de donde lo ficharon los ojeadores del Albacete Balompié..

### Trayectoria en clubes
Morientes llegó a las categorías inferiores del Albacete Balompié de la mano de Ginés Meléndez donde brillo desde el primer día consiguiendo ganar la primera copa del rey juvenil del conjunto manchego como gran abanderado del equipo, esto le valió para que con 17 años de edad tuviera su primera oportunidad en el primer equipo frente al Celta de Vigo en Copa del Rey pero no sería hasta la temporada 94/95 donde el delantero se ganaría el puesto en el ataque albaceteño y que le valdría para posteriormente ser fichado por el Real Zaragoza en 1995 con el que ya comenzó a destacar dentro de la Liga Española. Pronto llamó la atención del Real Madrid, equipo en el que sentó al mismísimo Davor Šuker en su primera temporada, en la que fue el máximo goleador liguero del equipo con 12 tantos. Tuvo dos etapas en el club madridista, la primera se extendió desde el verano de 1997 hasta septiembre de 2004 y fue la más brillante de su carrera, llegando a conquistar los títulos más importantes de España y Europa, así como la Copa Intercontinental hasta en 2 ocasiones. Ganó 3 Ligas de Campeones (1998, 2000 y 2002), disputando las tres finales como titular y marcando en una de ella, en la del año 2000 disputada en el estadio Saint-Dennis de París contra el Valencia C. F. en la primera de la historia disputada entre dos clubes del mismo país (24 de mayo de 2000).
Durante estos años formó junto a Raúl un tándem atacante que pasó a la historia como una de las parejas más letales del club blanco. En el año 2002 el Real Madrid contrató al delantero brasileño Ronaldo, que le apartó de la titularidad. En el último día del mercado de fichajes, un acuerdo entre su club, el Inter de Milán (el equipo de Ronaldo) y el FC Barcelona iba a llevar a Morientes a este último club, a cambio de 20 millones de euros. Sin embargo, este movimiento no se realizó, pues Morientes no aceptó el sueldo que le ofrecía el Barcelona. De este modo, Morientes se quedó en el Madrid.
Con la llegada de Ronaldo en el año 2002 comenzó el fin de su carrera dentro del club blanco. El entonces '11' del Real Madrid le apartó de la titularidad y el de Sonseca solo diputó 19 partidos de Liga en la temporada 2002-2003, marcando tan solo 5 tantos. El diario El País afirma en un artículo que Morientes no agradaba al presidente del Real Madrid, Florentino Pérez.
En el verano de 2003 fue cedido al Mónaco ante la escasa posibilidad de disputar minutos dentro del Real Madrid. En el club galo se convirtió en el Máximo Goleador de la Liga de Campeones 2003-2004, consiguiendo llegar a la final de la misma, que perdería ante el Oporto por 3-0. En el camino hacia la final se encontró con el Real Madrid, al que eliminó marcando tanto en el partido de ida en el Santiago Bernabéu como en el de vuelta disputado en el Louis II del Principado de Mónaco.
Regresó al Real Madrid en el verano de 2004, con la idea de ganarse un puesto en el equipo. Y aunque disputó encuentros en el comienzo de temporada, la falta de minutos provocó su salida hacia el Liverpool en el mercado de invierno. El cuadro inglés conquistaría la Liga de Campeones seis meses después, aunque este título no figura en el palmarés del delantero al participar en la fase previa y fase de grupos de esa misma temporada con el Real Madrid, lo cual le impidió jugar con el club inglés.
En su etapa en Anfield coincidió con el entrenador Rafael Benítez, quien avaló su fichaje. Disputó 41 partidos de Premier League en los que marcó tan solo 8 goles, así como 10 en Liga de Campeones consiguiendo 3 tantos.
En el verano de 2006 regresó de nuevo a su país fichando por el Valencia. Permaneció en el club 'Che' tres temporadas, en las que disputó 66 encuentros de Liga, marcando 19 tantos. En su primera temporada consiguió recuperar el nivel goleador (12 tantos) que había visto mermado en los últimos años como consecuencia de su escasa continuidad dentro de los diferentes clubes por los que pasó.

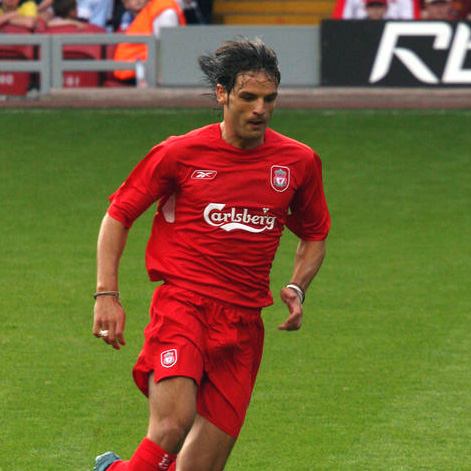
Morientes en 2005.

Se proclama Campeón de la Copa del Rey en 2008, marcando un gol en la misma final.
En el año 2009 emprendió su última aventura como futbolista fichando por el Olympique de Marsella, club en el que coincide con Didier Deschamps, quien ya fuera su entrenador en el Mónaco. A pesar de no disponer de la titularidad deseada consiguió conquistar la Liga y Copa francesas.
El 31 de agosto de 2010, anuncia su retirada como jugador de fútbol tras 17 años de carrera, afirmando que rechazó ofertas de Catar, México, Dubái (Emiratos Árabes Unidos) y del Sporting Lisboa.
En enero de 2015 anuncia su fichaje por el Deportivo Asociación de Vecinos Santa Ana para jugar en la Primera Regional, y por lo tanto, su vuelta a los terrenos de juego.

## Carrera como entrenador
Tras retirarse como futbolista en activo en 2010 con 34 años, comienza en la RFEF el curso de entrenador, compaginándolo con colaboraciones en medios de comunicación como COPE o Cuatro. Durante dos temporadas (2012-2013, 2013-2014), se hizo cargo del equipo Juvenil "B" de las categorías inferiores del Real Madrid, desvinculándose en junio de 2014 del club blanco. En 2015 volvió a los terrenos de juego para jugar con el Deportivo Asociación de Vecinos Santa Ana.
En junio de 2015 firmó como entrenador del C.F. Fuenlabrada en 2.ª B y fue destituido del cargo el 17 de febrero de 2016.

## Selección nacional
Morientes debuta con la selección absoluta el 25 de marzo de 1998 en un partido amistoso frente a Suecia de la mano del seleccionador nacional Javier Clemente, partido en el cual, además, marca dos goles. Desde entonces, y hasta su último encuentro en 2007, disputó 47 partidos y anotó 27 goles, siendo el cuarto máximo goleador de la historia de la selección. Participó en dos Mundiales (Francia '98 y Corea y Japón '02) y una Eurocopa (Portugal '04).
De sus 47 apariciones con la selección, 35 partidos fueron representando al Real Madrid, 3 al Mónaco, 5 al Liverpool y 4 al Valencia. Sus 27 goles como internacional se dividen en 22 como jugador del Real Madrid, 2 con el Mónaco, 2 con Liverpool y 1 con el Valencia.

### Goles en Copa del Mundo
| # | Fecha               | Lugar                                                | Rival    | Marcador | Resultado | Competición  |
| - | ------------------- | ---------------------------------------------------- | -------- | -------- | --------- | ------------ |
| 1 | 24 de julio de 1998 | Stade Félix Bollaert, Lens, Francia                  | Bulgaria | 3–0      | 6–1       | Mundial 1998 |
| 2 | 24 de julio de 1998 | Stade Félix Bollaert, Lens, Francia                  | Bulgaria | 4–1      | 6–1       | Mundial 1998 |
| 3 | 7 de junio de 2002  | Estadio Mundialista de Jeonju, Jeonju, Corea del Sur | Paraguay | 1–1      | 3–1       | Mundial 2002 |
| 4 | 7 de junio de 2002  | Estadio Mundialista de Jeonju, Jeonju, Corea del Sur | Paraguay | 2–1      | 3–1       | Mundial 2002 |
| 5 | 16 de junio de 2002 | Estadio Mundialista de Suwon, Suwon, Corea del Sur   | Irlanda  | 1–0      | 1–1       | Mundial 2002 |

## Estadísticas

### Clubes
Actualizado a fin de carrera deportiva.
| Albacete Balompié · España | 1993-94             | 1.ª                 | 2   | 0   | 2  | 1  | —   | —  | 4   | 1   | 0,25 |
| Albacete Balompié · España | 1994-95             | 1.ª                 | 20  | 5   | 7  | 2  | —   | —  | 27  | 7   | 0,26 |
| Albacete Balompié · España | Total club          | Total club          | 22  | 5   | 9  | 3  | 0   | 0  | 31  | 8   | 0,26 |
| Real Zaragoza · España | 1995-96             | 1.ª                 | 29  | 13  | 3  | 3  | 7   | 2  | 39  | 18  | 0,46 |
| Real Zaragoza · España | 1996-97             | 1.ª                 | 37  | 15  | 3  | 1  | —   | —  | 40  | 16  | 0,40 |
| Real Zaragoza · España | Total club          | Total club          | 66  | 28  | 6  | 4  | 7   | 2  | 79  | 34  | 0,43 |
| Real Madrid C. F. · España | 1997-98             | 1.ª                 | 33  | 12  | 2  | 0  | 10  | 4  | 45  | 16  | 0,36 |
| Real Madrid C. F. · España | 1998-99             | 1.ª                 | 33  | 19  | 5  | 6  | 5   | 0  | 43  | 25  | 0,58 |
| Real Madrid C. F. · España | 1999-00             | 1.ª                 | 29  | 12  | 5  | 0  | 17  | 7  | 51  | 19  | 0,37 |
| Real Madrid C. F. · España | 2000-01             | 1.ª                 | 22  | 6   | 1  | 0  | 9   | 4  | 32  | 10  | 0,31 |
| Real Madrid C. F. · España | 2001-02             | 1.ª                 | 33  | 18  | 7  | 0  | 11  | 3  | 51  | 21  | 0,41 |
| Real Madrid C. F. · España | 2002-03             | 1.ª                 | 19  | 5   | 2  | 2  | 7   | 0  | 28  | 7   | 0,21 |
| Real Madrid C. F. · España | 2003                | 1.ª                 | 1   | 0   | —  | —  | —   | —  | 1   | 0   | 0,00 |
| A. S. Monaco Francia | 2003-04             | 1.ª                 | 28  | 10  | 2  | 3  | 12  | 9  | 42  | 22  | 0,52 |
| Real Madrid C. F. · España | 2004-05             | 1.ª                 | 13  | 0   | 2  | 1  | 7   | 2  | 20  | 3   | 0,16 |
| Real Madrid C. F. · España | Total club          | Total club          | 183 | 72  | 24 | 8  | 65  | 20 | 272 | 100 | 0,37 |
| Liverpool F. C. Inglaterra | 2005                | 1.ª                 | 13  | 3   | 2  | 0  | —   | —  | 15  | 3   | 0,20 |
| Liverpool F. C. Inglaterra | 2005-06             | 1.ª                 | 28  | 5   | 6  | 1  | 11  | 4  | 45  | 10  | 0,20 |
| Liverpool F. C. Inglaterra | Total club          | Total club          | 41  | 8   | 8  | 1  | 11  | 3  | 60  | 12  | 0,20 |
| Valencia C. F. · España | 2006-07             | 1.ª                 | 24  | 12  | 3  | 0  | 10  | 7  | 37  | 19  | 0,51 |
| Valencia C. F. · España | 2007-08             | 1.ª                 | 22  | 5   | 1  | 1  | 8   | 1  | 31  | 7   | 0,28 |
| Valencia C. F. · España | 2008-09             | 1.ª                 | 20  | 1   | 7  | 3  | 7   | 3  | 34  | 7   | 0,18 |
| Valencia C. F. · España | Total club          | Total club          | 66  | 19  | 11 | 4  | 25  | 11 | 102 | 34  | 0,33 |
| Olympique de Marsella Francia | 2009-10             | 1.ª                 | 12  | 1   | 2  | 0  | 4   | 0  | 18  | 1   | 0,05 |
| Total en su carrera | Total en su carrera | Total en su carrera | 416 | 143 | 62 | 23 | 126 | 45 | 604 | 211 | 0,35 |
| (1) Incluye la Copa del Rey (1993-09); Supercopa de España (2001-08); Copa de Francia (2003-10); Copa de la Liga de Inglaterra (2004-06) y FA Cup (2005-06). (2) Incluye Recopa (1995-96); Supercopa de Europa (1995-06); Liga de Campeones (1997-10); Copa Intercontinental / Mundial de Clubes (2000-05) y Liga Europa (2010). (3)No se incluyen datos de partidos amistosos. |                     |                     |     |     |    |    |     |    |     |     |      |

### Selección
Actualizado a fin de carrera deportiva.
| Selección | Temporada     | Amistosos | Amistosos | Europa(1) | Europa(1) | Mundial(2) | Mundial(2) | Total | Total | Media goleadora |
| Selección | Temporada     | Part.     | Goles     | Part.     | Goles     | Part.      | Goles      | Part. | Goles | Media goleadora |
| --- | ------------- | --------- | --------- | --------- | --------- | ---------- | ---------- | ----- | ----- | --------------- |
| Sub-20 · España | 1995          | —         | —         | —         | —         | 5          | 1          | 5     | 1     | 0.20            |
| Sub-20 · España | Total         | 0         | 0         | 0         | 0         | 5          | 1          | 5     | 1     | 0.20            |
| Sub-21 · España | 1995          | 1         | —         | 2         | —         | —          | —          | 3     | 0     | 0               |
| Sub-21 · España | 1996          | —         | —         | 8         | 2         | —          | —          | 8     | 2     | 0.25            |
| Sub-21 · España | 1997          | —         | —         | 4         | —         | —          | —          | 4     | 0     | 0               |
| Sub-21 · España | 1998          | 1         | 2         | —         | —         | —          | —          | 1     | 2     | 2               |
| Sub-21 · España | Total         | 2         | 2         | 14        | 2         | 0          | 0          | 16    | 4     | 0.25            |
| Olímpica · España | 1996          | —         | —         | —         | —         | 2          | —          | 2     | 0     | 0               |
| Olímpica · España | Total         | 0         | 0         | 0         | 0         | 2          | 0          | 2     | 0     | 0               |
| Absoluta · España |               |           |           |           |           |            |            |       |       |                 |
| 1998 | 3             | 4         | 1         | 1         | 2         | 2          | 6          | 7     | 1,17  |                 |
| 1999 | 3             | 1         | 3         | 1         | —         | —          | 6          | 2     | 0.33  |                 |
| 2000 | —             | —         | —         | —         | —         | —          | 0          | 0     | 0     |                 |
| 2001 | 2             | 1         | 2         | 2         | —         | —          | 4          | 3     | 0.75  |                 |
| 2002 | 5             | 2         | 1         | —         | 5         | 3          | 11         | 5     | 0.45  |                 |
| 2003 | 1             | 3         | 2         | —         | —         | —          | 3          | 3     | 1     |                 |
| 2004 | 4             | 3         | 4         | 1         | —         | —          | 8          | 4     | 0.50  |                 |
| 2005 | 2             | 1         | 2         | 1         | —         | —          | 4          | 2     | 0.50  |                 |
| 2006 | 2             | —         | —         | —         | —         | —          | 2          | 0     | 0     |                 |
| 2007 | 1             | —         | 2         | 1         | —         | —          | 3          | 1     | 0.33  |                 |
| Total | 23            | 15        | 17        | 7         | 7         | 5          | 47         | 27    | 0.57  |                 |
| Total carrera | Total carrera | 25        | 17        | 31        | 9         | 14         | 6          | 70    | 32    | 0.46            |
| (4)En Sub-21 Incluye los partidos de la Eurocopa Sub-21 (1996). En Absoluta Incluye los partidos de la Eurocopa (2004). (5)En Olímpica Incluye partidos en Juegos Olímpicos (1996). |               |           |           |           |           |            |            |       |       |                 |

### Resumen estadístico
| Competición           | Partidos | Goles | Promedio |
| --------------------- | -------- | ----- | -------- |
| Primera División      | 416      | 143   | 0,34     |
| Copas nacionales      | 62       | 23    | 0,37     |
| Copas internacionales | 126      | 45    | 0,36     |
| Selección Sub-20      | 5        | 1     | 0,20     |
| Selección sub-21      | 16       | 4     | 0,25     |
| Selección olímpica    | 2        | 0     | 0,00     |
| Selección adulta      | 47       | 27    | 0,57     |
| Total                 | 674      | 243   | 0,36     |

## Palmarés

### Campeonatos nacionales
| Título                     | Equipo                | País       | Año  |
| -------------------------- | --------------------- | ---------- | ---- |
| Supercopa de España        | Real Madrid           | España     | 1997 |
| Primera División de España | Real Madrid           | España     | 2001 |
| Supercopa de España        | Real Madrid           | España     | 2001 |
| Primera División de España | Real Madrid           | España     | 2003 |
| Supercopa de España        | Real Madrid           | España     | 2003 |
| FA Cup                     | Liverpool             | Inglaterra | 2006 |
| Copa del Rey               | Valencia              | España     | 2008 |
| Copa de la Liga            | Olympique de Marsella | Francia    | 2010 |
| Ligue 1                    | Olympique de Marsella | Francia    | 2010 |

### Copas internacionales
| Título                       | Equipo      | Sede      | Año  |
| ---------------------------- | ----------- | --------- | ---- |
| Liga de Campeones de la UEFA | Real Madrid | Ámsterdam | 1998 |
| Copa Intercontinental        | Real Madrid | Tokio     | 1998 |
| Liga de Campeones de la UEFA | Real Madrid | París     | 2000 |
| Liga de Campeones de la UEFA | Real Madrid | Glasgow   | 2002 |
| Supercopa de Europa          | Real Madrid | Mónaco    | 2002 |
| Copa Intercontinental        | Real Madrid | Yokohama  | 2002 |
| Supercopa de Europa          | Liverpool   | Mónaco    | 2005 |

### Distinciones individuales
- Mejor Delantero de la Liga de Campeones de la UEFA: 2003/04
- Máximo goleador de la Liga de Campeones de la UEFA: 2003/04
- Ganador de Mask Singer: adivina quién canta con la máscara de Gorila, junto a Ana Torroja (Ratita). Tercera Edición 2023